# خوزه لوئیس سائنس د ئردیا
خوزه لوئیس سائنس د ئردیا (اسپانیایی: José Luis Sáenz de Heredia‎؛ ۱۰ آوریل ۱۹۱۱ – ۴ نوامبر ۱۹۹۲) کارگردان فیلم، و فیلم‌نامه‌نویس اهل اسپانیا بود.
از فیلم‌ها یا مجموعه‌های تلویزیونی که وی در آن‌ها نقش داشته‌است، می‌توان به «ده تفنگ آماده» (۱۹۵۹) اشاره نمود که به بخش مسابقهٔ نهمین جشنواره بین‌المللی فیلم برلین راه یافت.